# Bunuri mobile din domeniul etnografie clasate în patrimoniul cultural național al României aflate în județul Mehedinți
Acestă listă conține bunurile mobile din domeniul etnografie clasate în Patrimoniul cultural național al României aflate la momentul clasării în județul Mehedinți.

## Tezaur
| Foto | Informații generale   | Detalii tehnice | Descriere | Deținător                                               | Legături |
| ---- | --------------------- | --- | --- | ------------------------------------------------------- | -------- |
|      | Covor                 | Datare: mijlocul secolului al XX-lea Descoperit: jud. Mehedinți, com. Ada Kaleh, Ada Kaleh Material: lână, fire de bumbac, urzit, ales în gherghef | Covor din lână cu urzeală de bumbac, ales în gherghef, cu fond roșu, cu o succesiune de chenare, cel din margine cu motiv decorativ principal linia în zig-zag, urmat de un chenar îngust de culoare deschisă, urmat de un chenar lat cu motive geometrice închise de un chenar îngust de culoare neagră, cu mijlocul covorului cu motive geometrice mărunte, sărite de culoare albă combinat cu negru. | Muzeul Regiunii Porților de Fier, Drobeta Turnu-Severin | Cimec    |
|      | Covor                 | Datare: mijlocul secolului al XX-lea Descoperit: jud. Mehedinți, com. Ada Kaleh, Ada Kaleh Material: lână, urzit, ales | Covor din lână lucrat tip scoarță, în gherghef mare, în atelier balcanic specializat, cu fond roșu, mărginit de un chenar îngust în colțuri, de culaore neagră, urmat de un chenar cu fondul negru mai lat, pe lungimea covorului, decorat cu scăriță de culoare albă, mai îngust pe lățimea covorului, decorat cu o linie frântă combinată cu motive vegetale; partea centrală este decorată cu trei rânduri de pomul vieții sau saccsâia. | Muzeul Regiunii Porților de Fier, Drobeta Turnu-Severin | Cimec    |
|      | Covor                 | Datare: prima jumătate a secolului al XX-lea Descoperit: jud. Mehedinți, com. Ada Kaleh, Ada Kaleh Material: lână, urzeală de bumbac, urzit, țesut, ales                                                                                              | Covor tip scoarță, pe mijloc cu o fâșie de romburi concentrice policrome, negru, nuanțe de mov, galben, mărginită de o parte și de cealaltă de câte un câmp de culaore portocalie cu motive geometrice alese. | Muzeul Regiunii Porților de Fier, Drobeta Turnu-Severin | Cimec    |
|      | Covor                 | Datare: jum. sec. XX Descoperit: jud. Mehedinți, com. Ada Kaleh, Ada Kaleh Material: lână, urzeală de bumbac, țesut, ales în gherghef | Covor din lână, fond roșu lucrat în gherghef, cu un chenar de formă dreptunghiulară lat de aprox. 15 cm cu fond de culoare deschisă cu motive decorative geometrice de culoare roșie, partea din mijlocul chenarului cu motive romboidale de cuoloare negră, vernil, gri, sărite; în exteriorul chenarului de culoare deschisă este un chenar de culoare roșie cu motive geometrice de culoare gri, vernil, neagră. | Muzeul Regiunii Porților de Fier, Drobeta Turnu-Severin | Cimec    |
|      | Covor                 | Datare: prima jum. sec. XX Descoperit: jud. Mehedinți, com. Ada Kaleh, Ada Kaleh Material: bumbac, lână, urzit, țesut, ales | Covor din lână, cu urzeala de bumbac, lucrat în maniera scoarței, cu fond roșu, în mijloc cu un rombuleț cu colțuri negre, cu chenar negru, lat, pe margine, cu motive geometrice sărite în interiorul chenarului și cu motive geometrice pe suprafața chenarului de culoare verde alternând cu roșu. | Muzeul Regiunii Porților de Fier, Drobeta Turnu-Severin | Cimec    |
|      | Căldare               | Datare: mij. sec. XX Descoperit: jud. Mehedinți, com. Ada Kaleh, Ada Kaleh Dimensiuni: Î = 29 cm Material: alamă, turnare, lipit | Căzănel, bidon de încălzit apa, din alamă având forma de secțiune a unui cilindru, pe diametru; pe partea plată este prevăzut cu un robinet, iar în partea superioară cu o gură-capac pentru umplerea cu apă.pe fața plată este ornamentat cu două semilune cu stea în opt colțuri, afrontate. | Muzeul Regiunii Porților de Fier, Drobeta Turnu-Severin | Cimec    |
|      | Tavă                  | Datare: mij. sec. XX Descoperit: jud. Mehedinți, com. Ada Kaleh, Ada Kaleh Dimensiuni: D = 66 cm; Î = 3 cm Material: aramă, ciocănire, îndoire, cositorire                                                                                            | Tavă pentru servit cafeaua la musafiri, cu dimatreul mare, cu perete jos și marginea îndoită în afară, din aramă cu urme de cositorire. | Muzeul Regiunii Porților de Fier, Drobeta Turnu-Severin | Cimec    |
|      | Taler                 | Datare: mij. sec. XX Descoperit: jud. Mehedinți, com. Ada Kaleh, Ada Kaleh Dimensiuni: D = 36 cm; Î = 6 cm Material: aramă, turnare, cositorire | Platou din metal cu buza largă, cositorit. | Muzeul Regiunii Porților de Fier, Drobeta Turnu-Severin | Cimec    |
|      | Tavă cu coadă         | Datare: mij. sec. XX Descoperit: jud. Mehedinți, com. Ada Kaleh, Ada Kaleh Dimensiuni: L cozii = 36 cm; Î peretelui = 6 cm Material: aramă, turnare, cositorire, batere, nituire                                                                      | Tavă largă cu pereții destul de înalți, din aramă, cu mâner lung, prevăzut cu un orificiu pentru agățare, pe fund are gravat un model stelar. | Muzeul Regiunii Porților de Fier, Drobeta Turnu-Severin | Cimec    |
|      | Vas de fiert dulceața | Datare: mij. sec. XX Descoperit: jud. Mehedinți, com. Ada Kaleh, Ada Kaleh Dimensiuni: Î = 11 cm Material: aramă, turnare, cositorire, nituire | Vas mare din aramă, de formă rotundă, cu pereții ușor evazați, larg, cu pereții de mică înălțime, cu două mânere din sârmă groasă, prinse de vas cu bucle fixate de vas prin nituire, cu urme de cositorire și folosire. | Muzeul Regiunii Porților de Fier, Drobeta Turnu-Severin | Cimec    |
|      | Dulap de prăjit cafea | Datare: prima jumătate a sec. XX Descoperit: jud. Mehedinți, com. Ada Kaleh, Ada Kaleh Dimensiuni: D = 15 cm; L recipient = 58 cm Material: bară de fier, tablă, decupare, îndoire, batere                                                            | Dulap de prăjit cafea, format dintr-un cilindru din tablă, cu un capac care culisează, prin care trece un ax-vergea de metal, care fixează dulapul pe un suport și ajută la rotirea acestuia la flacără. | Muzeul Regiunii Porților de Fier, Drobeta Turnu-Severin | Cimec    |
|      | Presă de fesuri       | Datare: sf. sec. XIX Descoperit: jud. Mehedinți, com. Ada Kaleh, Ada Kaleh Dimensiuni: D presei calapodului = 21 cm; Î presei = 16 cm Material: alamă, turnare, strunjire                                                                             | Calapod pentru dat forma fesului la cald, format din două forme tronconice care intră una în alte prinzând între ele fetrul care prin tratare termică capătă forma specifică fesului. Partea piesei care dă forma în exterior are ștanțate inițialele HM și anul 1894. | Muzeul Regiunii Porților de Fier, Drobeta Turnu-Severin | Cimec    |
|      | Căldare               | Datare: mij. sec. XIX Descoperit: jud. Mehedinți, com. Ada Kaleh, Ada Kaleh Dimensiuni: D = 22 cm; Î = 16 cm Material: aramă, batere, nituire, cositorire                                                                                             | Căldare, aproximativ de 8 litri, lucrată prin cionire la rece, cu două urechi prinse de recipient, pentru prinderea mânerului, cositorită. | Muzeul Regiunii Porților de Fier, Drobeta Turnu-Severin | Cimec    |
|      | Sandâk                | Datare: încep. sec. XIX Descoperit: jud. Mehedinți, com. Ada Kaleh, Ada Kaleh Dimensiuni: Î = 52 cm Material: lemn, tablă pictată, ținte, tâmplărie, cașerat pe tablă vopsită                                                                         | Ladă din scândură lucrată tămplărește, cașerată cu tablă pictată. Are capac drept, se închide cu două încuietori tip clapă. Este decorată cu motive decorative florale decupate din tablă subțire, colorată, fixate cu nituri de peretele lăzii. Fațada lăzii are trei registre decorative cu simboluri heraldice pictate pe tablă, unul central cu stema Imperiului Otemoan și două cu compoziții de margine cu sentințe din Coran în medalioane și motive florale. Câmpul decorativ central este despărțit de cele două laterale de două fâșii cu motivul „laly” și cu floarea cu cinci petale, realizate din tablă subțire decupată. În unul din medalioanele decorative apare un an 1320 d.H. = 1905 d.H. | Muzeul Regiunii Porților de Fier, Drobeta Turnu-Severin | Cimec    |
|      | Ladă de haine         | Datare: încep. sec. XIX Descoperit: jud. Mehedinți, com. Ada Kaleh, Ada Kaleh Dimensiuni: Î = 48 cm Material: scândură de brad, tablă, tipuri de tapet, nituri, încuietori, lucrat tâmplărește, cașerat cu diferite materiale pe interior și exterior | Ladă din scândură de brad, cașerată pe exterior cu tapete metalizate, unul cu un imprimeu frunză de stejar și ghinda, altul cu elemente simbolice chinezești - evantaiul, umbreluța, vaza de porțelan. Are un capac ușor bombat. Fațada este organizată în trei registre decorative, unul central, ce are conturul unui romb cu un disc în mijloc, elemente decorative realizate din tablă decupată, fixate pe fațada lăzii, rombul fiind mărginit pe toatp înălțimea de câte o aplică din lemn, colorat în roșu deschis cu romburi de culoare neagră fixate cu capse decorative de peretele lăzii, câmpul decorativ central, principal este mărginit de câte un câmp decorativ mai simplu. Câmpurile decorative sunt delimitate de platbandă decupată în colțuri, colorată în negru la fel și muchiile lăzii sunt întărite și protejate de același fel de platbandă. | Muzeul Regiunii Porților de Fier, Drobeta Turnu-Severin | Cimec    |
|      | Sandâk                | Datare: încep. sec. XIX Descoperit: jud. Mehedinți, com. Ada Kaleh, Ada Kaleh Dimensiuni: Î = 43 cm Material: scândură, hârtie tapet, platbandă | Ladă de dimensiune relativ mică, din scândură de brad, lucrată tâmplărește, cașerată cu hârtie specială de tapet, pe dinafară aceasta are motive geometrice și orientale, pe dinăuntru cu o hârtie mai subțire cu un motiv vegetal uniform, transversal și muchiile lăzii sunt întărite cu platbandă vopsită în culoarea verde. | Muzeul Regiunii Porților de Fier, Drobeta Turnu-Severin | Cimec    |
|      | Sandâk                | Datare: mj. sec. XIX Descoperit: jud. Mehedinți, com. Ada Kaleh, Ada Kaleh Dimensiuni: Î = 57 cm Material: scândură, tablă, asamblare, nituire | Ladă pentru haine, din scândură de brad, cu capac bombat, încuietoare exterioară pe partea din față. Pe partea din față și laterale este cașerată cu tablă vopsită în negru pe laterale, iar pe partea din față este pictată o compoziție având în centru un simbol heraldic - stema Imperuilui Otoman, având câte două registre într-o parte și alta. | Muzeul Regiunii Porților de Fier, Drobeta Turnu-Severin | Cimec    |
|      | Pungă de bani         | Datare: mj. sec. XIX Descoperit: jud. Mehedinți, com. Ada Kaleh, Ada Kaleh Material: bumbăcel, crem și cărămiziu deschis, lucrat cu iglița | Punguță din bumbăcel, lucrată cu iglița, în piciorușe ce formează pe fundul punguței un model în raze, iar către gura punguței care se termină cu o dantelă modelul radial se continuă cu cercuri ce din punct de vedere cromatic alternează crem cu cărămiziu deschis. Punguța se strânge la gură cu șnuruleț terminat cu ciucuri crem și cărămiziu, iar la vârf de asemenea se termină cu un ciucure din același material cu punguța. | Muzeul Regiunii Porților de Fier, Drobeta Turnu-Severin | Cimec    |
|      | Pungă de bani         | Datare: încep. sec. XX Descoperit: jud. Mehedinți, com. Ada Kaleh, Ada Kaleh Material: saten roz, ață de bumbac, croit, cusut, împletit cu iglița | Punguță pentru bani, obiecte mici și tutun, de formă ovală, din sten roz, cu dantelă de tip oia din fire de bumbac verzi și alb-crem, lucrată cu acul sau iglița, la gură se strânge cu un șnuruleț verde cu ciucuri lucrați cu iglița. | Muzeul Regiunii Porților de Fier, Drobeta Turnu-Severin | Cimec    |
|      | Pungă de bani         | Datare: mj. sec. XX Descoperit: jud. Mehedinți, com. Ada Kaleh, Ada Kaleh Material: saten roz, fire de bumbac, albastru, mercerizat | Punguță pentru bani, tutun, accesorii personale mărunte, din saten roz, de formă ovală, pe margine și la gură cu un feston din fire de bumbac mercerizat de culoare albastră, de care se prind steluțe albastre brodate în punctul oia. La gură se strânge cu un șnuruleț albastru la capete cu o terminație de broderie în punctul oia (terminațiile deteriorate și lipsă). | Muzeul Regiunii Porților de Fier, Drobeta Turnu-Severin | Cimec    |
|      | Pungă de bani         | Datare: mj. sec. XX Descoperit: jud. Mehedinți, com. Ada Kaleh, Ada Kaleh Material: coton mercerizat, culoare muștar, alb, lucrătură cu acul în punct oia                                                                                             | Punguță-parachesesi, lucrată cu acul, din coton mercerizat, de culoare muștar, broderia punctată cu fir alb, de formă conică, terminată la vârf cu o floare cu patru petale, lucrată tot în punctul oia, la gură și la capetele șnurulețului cu care se strânge se termină cu flori de același tip ca cea din vârful punguței. | Muzeul Regiunii Porților de Fier, Drobeta Turnu-Severin | Cimec    |
|      | Pungă de bani         | Datare: mj. sec. XX Descoperit: jud. Mehedinți, com. Ada Kaleh, Ada Kaleh Material: fire de bumbac mercerizat, albastru, broderie cu acul | Punguță pentru bani în monede, conică, din bumbac albastru deschis, mercerizat, lucrată în punctul de broderie oia, la gura care se strânge cu un șnuruleț lucrat cu iglița, are o garnitură de flori lucrate din bumbac mercerizat de aceeași culoare cu punguța, tot în punctul oia, fiind punctate și cu bumbac de culoare crem. Șnurulețul se termină la capete și punguța la fund cu aceleași flori brodate ca cele de la gura punguței. | Muzeul Regiunii Porților de Fier, Drobeta Turnu-Severin | Cimec    |
|      | Pungă de bani         | Datare: mj. sec. XX Descoperit: jud. Mehedinți, com. Ada Kaleh, Ada Kaleh Material: arnici, vernil, corai, lucrat cu iglița | Punguță de ținut banii în monede, de formă conică, lucrată cu iglița, din arnici vernil și corai, al fârf se termină cu un ciucure, la gură cu o dantelă lucrată cu iglița de culoare corai și se închide prin strângerea cu un șnuruleț cu câte un ciucure la capete. | Muzeul Regiunii Porților de Fier, Drobeta Turnu-Severin | Cimec    |
|      | Pungă de bani         | Datare: mj. sec. XX Descoperit: jud. Mehedinți, com. Ada Kaleh, Ada Kaleh Material: coton mercerizat, albastrui deschis, broderie oia | Punguță din bumbac mercerizat, albastru deschis, lucrată în punctul oia, de formă conică, în vârf terminată cu un clopoțel, la gură terminată cu dantelă lucrată cu iglița, se strânge cu un șnuruleț lucrat cu iglița, cu terminații de broderie în punctul oia. | Muzeul Regiunii Porților de Fier, Drobeta Turnu-Severin | Cimec    |
|      | Pungă de bani         | Datare: mj. sec. XX Descoperit: jud. Mehedinți, com. Ada Kaleh, Ada Kaleh Material: arnici, roz închis, crem, croșetat | Punguță pentru bani în monede, de formă ovală, lucrată cu iglița din arnici de culoare roz închis, combinat cu arnici, crem, la gură se termină cu o dantelă roz combinat cu crem, se strânge cu un șnuruleț terminat la capete cu ciucuri, iar în partea de jos are ca terminație un volănaș în formă de clopot, lucrat cu iglița din arnici roz și crem. | Muzeul Regiunii Porților de Fier, Drobeta Turnu-Severin | Cimec    |
|      | Pungă de bani         | Datare: încep. sec. XX Descoperit: jud. Mehedinți, com. Ada Kaleh, Ada Kaleh Material: arnici, nuanțe de verde, crem, roz, vișiniu, lucrat cu iglița                                                                                                  | Punguță pentru bani în monede, dublă, formată din două părți de formă conică terminate cu câte un ciucure, unite la gură, iar la mijloc piesa se strânge cu un inel care lipsește. Decorul constă în succesiunea de câmpuri cromatice, cel mai larg de culoare roz ce conține reprezentarea a două motive decorative realizate din croșetarea sacsâia - chiparosul sau pomul vieții de culoare vișinie. | Muzeul Regiunii Porților de Fier, Drobeta Turnu-Severin | Cimec    |
|      | Platou cu picior      | Descoperit: jud. MEHEDINȚI, ADA-KALEH Dimensiuni: Î: 8,5 cm; G: 295 gr Material: aramă; ciocănire; au repousse; lipire; argintire | Se compune din partea superioară, semisferică, marcată de trei componente tip menoră unite inferior de un bandou, de asemenea, profilat și unul superior care suprapune baza. În spațul intermediar lor, superior, se găsesc trei accente rombice împărțite în câte trei câmpuri. Vasul are o bază relativ scurtă, tronconică, care în partea inferioară dezvoltă două profilaturi. Motivul central al vasului este circular și se compune din trei segmente suprapuse, ușor lentiforme. | Muzeul Regiunii Porților de Fier, Drobeta Turnu-Severin | Cimec    |
|      | Vas pentru abluțiune  | Descoperit: jud. MEHEDINȚI, ADA-KALEH Dimensiuni: Î: 12 cm; G: 1360 gr Material: alamă; turnare; ciocănire la cald; incizare; argintare | Are un profil tronconic răsturnat. În partea inferioară, înainte de bază, dezvoltă un panou profilat. Decorul îl are pe umărul interior al vasului și se compune din opt cartușe care includ câte două frunze cu bazele aproape comune, înscris fiecare în câte două câmpuri semicirculare. Aceste cartușe sunt despărțite prin câmpuri cu profile rombice mici, completate de o horbotă vegetală multiplă. Zona centrală este lisă. Exteriorul, înainte de răsfrângerea marginii, este ocupat de un ruban. Marginea vasului este profilată în acoladă multiplă. Pe exterior se observă loviturile de ciocan de la prelucrare. | Muzeul Regiunii Porților de Fier, Drobeta Turnu-Severin | Cimec    |
|      | Ghium                 | Descoperit: jud. MEHEDINȚI, ADA-KALEH Dimensiuni: Î: 34 cm; G: 1230 gr Material: aramă; ciocănire; au repousse; incizare; nituire; argintare | Vasul este în formă de egretă cu baza circulară, prezintă două teșituri pentru a dezvolta două fațete diametral opuse care sugerează fiecare mihrabul; are ansa (toarta) și picurătorul (ciocul) aplicate – prima, prin lipire, a doua prin nituire și lipire. Este decorat (au repousse și incizare) cu motive geometrice și vegetale stilizate; gulerul și ansa sunt lise, iar picurătirul are doar în extremitatea liberă un bandou cu decor geometric. Pe ansă se mai păstrează doar fragmentar șarniera (balamaua) în care era montat capacul, în prezent lipsă. Piesa prezintă urme de argintare. | Muzeul Regiunii Porților de Fier, Drobeta Turnu-Severin | Cimec    |

## Fond
| Foto | Informații generale           | Detalii tehnice | Descriere | Deținător                                               | Legături |
| ---- | ----------------------------- | --- | --- | ------------------------------------------------------- | -------- |
|      | Cârpă Autor: meșter popular   | Datare: prima jumătate a secolului al XX-lea Descoperit: jud. MEHEDINȚI, com. Isverna, Nadanova Material: bumbac; in; lână; țesut în două ițe; ales peste fire                      | Piesa textilă are o formă dreptunghiulară și prezintă franjuri din urzeală la extremități. Decorul este dispus transversal. La capete sunt câte două registre florale delimitate prin grupaje de vărguțe, reliefate în textură cu fire dese de lânică albă. Pe câmpul central sunt mici motive individuale separate prin vergi subțiri decorul fiind geometrizant (grupaje de vergi, boboci de trandafiri cu frunzulițe). Decorul este realizat pe un fond galben iar motivele decorative sunt policromatice variind de la alb, la roșu, albastru, roșu, verde, albastru, maro sau ciclam. | Muzeul Regiunii Porților de Fier, Drobeta Turnu-Severin | Cimec    |
|      | Ștergar Autor: meșter popular | Datare: prima jumătate a secolului al XX-lea Descoperit: jud. MEHEDINȚI, com. Corcova, Corcova Material: bumbac; arnici; țesut în două ițe; brodat peste fire                       | Piesa textilă are o formă dreptunghiulară fiind tivită cu mașina de cusut la extremități, unde prezintă și ciucuri. Decorul este dispus la capete, în trei registre transversale fiind format din motive vegetal-florale. Motive în roșu, verde, albastru, galben sau orange sunt realizate pe un fondul alb al țesăturii. | Muzeul Regiunii Porților de Fier, Drobeta Turnu-Severin | Cimec    |
|      | Ștergar Autor: meșter popular | Datare: prima jumătate a secolului al XX-lea Descoperit: jud. MEHEDINȚI, com. Cireșu, Cireșu Material: bumbac; arnici; țesut în două ițe; ales printre fire                         | Piesa textilă are o formă dreptunghiulară iar la extremități prezintă franjuri din urzeală. Decorul este dispus pe toată suprafața și constă dintr-o succesiune ritmică de vergi transversale în câmpul central. 4 grupaje de vărguțe încadrează câte trei rânduri de motive alese și care decorează capetele piesei. Decorul este unul geometric fiind format din linii, vergi, cruci, sau X-uri. Motivele decorative sunt realizate în roșu, negru, galben sau maro și sunt aplicate pe fondul alb-gălbui al țesăturii.                                                                  | Muzeul Regiunii Porților de Fier, Drobeta Turnu-Severin | Cimec    |
|      | Peșchir Autor: meșter popular | Datare: prima jumătate a secolului al XX-lea Descoperit: jud. MEHEDINȚI, com. Greci, Greci Material: bumbac; borangic; lânică; țesut în două ițe; croșetat; tivit cu găurele; șabac | Piesa textilă are o formă dreptunghiulară iar la extremități prezintă o terminație decorativă cu împletitură din ciucuri. Decorul este concentrat la capete și constă din două vergi subțiri, țesute pe o porțiune de borangic crem care încadrează un registru cu motivul mendrului. Motivele sunt realizate în alb și crem pe fondul alb al țesăturii. | Muzeul Regiunii Porților de Fier, Drobeta Turnu-Severin | Cimec    |
|      | Cârpă Autor: meșter popular   | Datare: prima jumătate a secolului al XX-lea Descoperit: jud. MEHEDINȚI, com. Obîrșia-Cloșani, Obîrșia-Cloșani Material: bumbac; arnici; țesut în două ițe; ales printre fire       | Piesa textilă are o formă dreptunghiulară iar la extremități prezintă franjuri. Decorul piesei este dispus la capete în trei registre ornamentate cu motivul crucii în X, linii în zig-zag și zimțișori. Câmpul central este străbătut în vărguțe monocrome în succesiune regulată. Motivele sunt realizate în roșu, negru și alb pe un fond alb. | Muzeul Regiunii Porților de Fier, Drobeta Turnu-Severin | Cimec    |
|      | Catrință                      | Datare: mij. sec. XX Descoperit: jud. Mehedinți, com. MALOVĂȚ, BÂRDA Material: lână, urzeală subțire de bumbac, urzit, țesut                                                        | Catrință de lână cu urzeală din bumbac, cu fir alb intercalat în băteala neagră, cu fond predominant negru-cenușiu, în partea de jos a piesei cu un rând de ornamente florale - de culoare albastră și roz, pe un fond cărămiziu, motive realizate în alesătură pânzească, marginea este tivită cu un material textil de culoare neagră. | Muzeul Regiunii Porților de Fier, Drobeta Turnu-Severin | Cimec    |
|      | Catrință                      | Datare: mij. sec. XX Descoperit: jud. Mehedinți, com. MALOVĂȚ, BÂRDA Material: lână, bumbac, urzit, țesut, urzeală pitulată                                                         | Catrință de lână cu urzeală din bumbac, în tehnica cu urzeala pitulată, tivită cu o margine din pânză de culoare neagră, având ca decor o succesiune de vărguțe și linii policrome de culoare neagră, roșie, verde, galben, dispuse pe lungimea piesei. | Muzeul Regiunii Porților de Fier, Drobeta Turnu-Severin | Cimec    |
|      | Peșchir                       | Descoperit: jud. MEHEDINȚI, ADA-KALEH Material: in; arnici; beteală; țesut; brodat                                                                                                  | Formă dreptunghiulară, ciucuri și urzeală la capete; țesătură de in, registre transversale cu decor fitomorf, dispuse la fiecare capăt; broderia realizată cu arnici și beteală, prezintă două inflorescențe tratate naturalist, potrivit canonului stilistic oriental. Cromatica: verde, maro, frez, ocru, albastru, auriu. Produs de manufactură otomană specializată de la cumpăna secolelor XIX - XX, importat în insula Ada-Kaleh. | Muzeul Regiunii Porților de Fier, Drobeta Turnu-Severin | Cimec    |
|      | Peșchir                       | Descoperit: jud. MEHEDINȚI, ADA-KALEH Material: bumbac; arnici; beteală; țesut; brodat; broderie orientală; șabac                                                                   | Formă dreptunghiulară, vergi transversale din țesut; registru transversal cu decor fitomorf în tratare naturalistă, dispus la capăt; broderia realizată cu arnici în culori discrete și beteală, prezintă trei ramuri delicate cu frunze și flori. Cromatica: verde, roz, frez, galben, lila, auriu. Produs de manufactură otomană specializată de la cumpăna secolelor XIX - XX, importat în insula Ada-Kaleh; prezintă analogii cu ștergarul inv. 630, posibil cealaltă jumătate a piesei.                                                                                               | Muzeul Regiunii Porților de Fier, Drobeta Turnu-Severin | Cimec    |
|      | Peșchir                       | Descoperit: jud. MEHEDINȚI, ADA-KALEH Material: bumbac; arnici; beteală; țesut; brodat după desen                                                                                   | Formă dreptunghiulară, vergi transversale din țesut; registre cu decor fitomorf în tratare naturalistă, dispuse la fiecare capăt; broderia realizată cu arnici și beteală, prezintă trei ramuri delicate cu frunze, flori și lujeri. Cromatica: bleu, negru, liliachiu, roz, galben pai, auriu. Produs de manufactură otomană specializată de la cumpăna secolelor XIX - XX, importat în insula Ada-Kaleh. | Muzeul Regiunii Porților de Fier, Drobeta Turnu-Severin | Cimec    |
|      | Covor de rugăciune            | Descoperit: jud. MEHEDINȚI, ADA-KALEH Material: catifea; satin; mătase; brodat după desen; lănțișor                                                                                 | Formă dreptunghiulară, din catifea, dublură de satin cafeniu; decor liber desenat cu reprezentări fitomorfe (lujer și ciorchine) și cromatică discretă, de contrast, realizat prin broderie lănțișor; compoziție cu chenar și motiv tradițional în cultura musulmană (lampa suspendată) dispus interior. Cromatica: mov, bleu, galben deschis. Produs de manufactură otomană specializată de la începutul secolului XX, importat în insula Ada-Kaleh. | Muzeul Regiunii Porților de Fier, Drobeta Turnu-Severin | Cimec    |
|      | Peșchir                       | Descoperit: jud. MEHEDINȚI, ADA-KALEH Material: bumbac; arnici; beteală; țesut; brodat; broderie orientală cu două fețe                                                             | Țesătură din bumbac de formă dreptunghiulară, decorată cu vergi transversale din țesut; registre transversale cu decor compact floral geometrizat dispuse la fiecare capăt; broderie colorată orientală cu două fețe, cu accente metalice discrete; două reprezentări mai puțin obișnuite ale florii în vas. Cromatica: verde, roșu, albastru, indigo, negru, auriu. Produs de manufactură otomană specializată de la cumpăna secolelor XIX - XX, importat în insula Ada-Kaleh. | Muzeul Regiunii Porților de Fier, Drobeta Turnu-Severin | Cimec    |
|      | Ibric                         | Descoperit: jud. MEHEDINȚI, ADA-KALEH Dimensiuni: Î: 8 cm; Lcoadă: 17 cm; G: 134 gr Material: alamă; ciocănire la rece; lipire; nituire                                             | Piesa de formă tronconică, cu gura evazată, este prevăzută cu o coadă aplicată prin nituire. Nu prezintă decor. | Muzeul Regiunii Porților de Fier, Drobeta Turnu-Severin | Cimec    |
|      | Narghilea                     | Descoperit: jud. MEHEDINȚI, ADA-KALEH Dimensiuni: Î: 39,5 cm; Lfurtun: 146 cm Material: alamă; sticlă; cauciuc; turnare; strunjire; asamblare                                       | Piesa este formată din trei elemente: trupul narghilelei, vasul și furtunul. Trupul narghilelei, din alamă, prevăzut cu muștiuc de prindere a furtunului și bobeșa de prindere a arzătorului (arzătorul și apărătoarea de vânt lipsesc) sunt lise, iar decorul este dat de profil. Vasul este din sticlă, piriform și prezintă ca decor, la o treime de bază un ansamblu de trei inele din care cel central mai lat. Furtunul este probabil este o adăugire ulterioară. | Muzeul Regiunii Porților de Fier, Drobeta Turnu-Severin | Cimec    |
|      | Sfeșnic                       | Descoperit: jud. MEHEDINȚI, ADA-KALEH Dimensiuni: Î: 32 cm; G: 2096 gr Material: alamă; turnare; strunjire; filetare; asamblare                                                     | Piesa este formată din trei piese: talpa tronconică, piciorul și bobeșa cilindrice, iar suportul de preluare a cerii de forma unui sector de calotă. Este lis, iar decorul este dat de inelele de profil, amplificare sau reduse, realizate prin strunjire și dispuse circular pe toată înălțimea sfeșnicului. | Muzeul Regiunii Porților de Fier, Drobeta Turnu-Severin | Cimec    |
|      | Sfeșnic                       | Descoperit: jud. MEHEDINȚI, ADA-KALEH Dimensiuni: Î: 51 cm; G: 974 gr Material: alamă; turnare; strunjire; filetare                                                                 | Sfeșnic cu o lumină (un braț), confecționat din alamă, cu suprafața lisă. Este compus din trei piese: (inv. ES 926), piciorul (inv. M 157) și bobeșa (inv. M 160) care se îmbina prin înfiletare. Decorul este dat de forfilul format din succesiunea de reducții și amplificări de diametru. Cele trei componente provin din două colecții și au fost achiziționate în două etape. | Muzeul Regiunii Porților de Fier, Drobeta Turnu-Severin | Cimec    |